# 381 (số)
381 (ba trăm tám mươi mốt) là một số tự nhiên ngay sau 380 và ngay trước 382.